# Harris (Escòcia)
Harris (gaèlic escocès: Na Hearadh) és una part d'illa Lewis i Harris de les Hèbrides Interiors. Segons el cens del 2001 tenia 3.601. El seu nom prové de l'antic nòrdic Herað, una mena de divisió administrativa. La part septentrional forma l'illa de Lewis. De fet, encara que es considerin formalment com a illes diferents, Lewis i Harris formen part de la mateixa illa. Harris està separada de nord a sud per un istme enmig del qual hi ha la capital, Tarbert.
Està unida per ferri a les illes de Uig i Skye, i tradicionalment ha format part del comtat escocès d'Inverness-shire. La principal alçària és An Clisham (799 m).